# Václav Nový (atlet)
Václav Nový (pseudonym) (? – ?) byl český atlet, běžec.
Na Letních olympijských hrách 1900 závodil běhu na 100 metrů, kde nepostoupil z rozběhu.